# Hwang Hye-young
Hwang Hye-young (16 de julho de 1966) é uma ex-jogadora de badminton coreana. Campeã olímpica, especialista em duplas.

## Carreira
Hwang Hye-young representou seu país nos Jogos Olímpicos de Verão de 1992, conquistando a medalha de ouro, nas duplas femininas, em Barcelona 1992, com Chung So-young.
Hwang Hye-young é uma expoente do badminton de seu país, ela foi campeã de simples nas Olimpíadas de 1988, quando o Badminton foi esporte de demonstração.